# Turning Point USA
Turning Point USA (TPUSA) ist eine US-amerikanische studentische, konservative, rechtspopulistische Non-Profit-Organisation. Sie setzt sich laut eigenen Angaben für Eigenverantwortung, freie Märkte und eingeschränkte Befugnisse der Regierung ein. Turning Point USA betreibt noch eine Reihe anderer Organisationen des konservativen Aktivismus, zum Beispiel Students for Trump, Turning Point News und Turning Point Action. Im Vereinigten Königreich existiert der Ableger Turning Point UK.

## Organisation und Aktivitäten

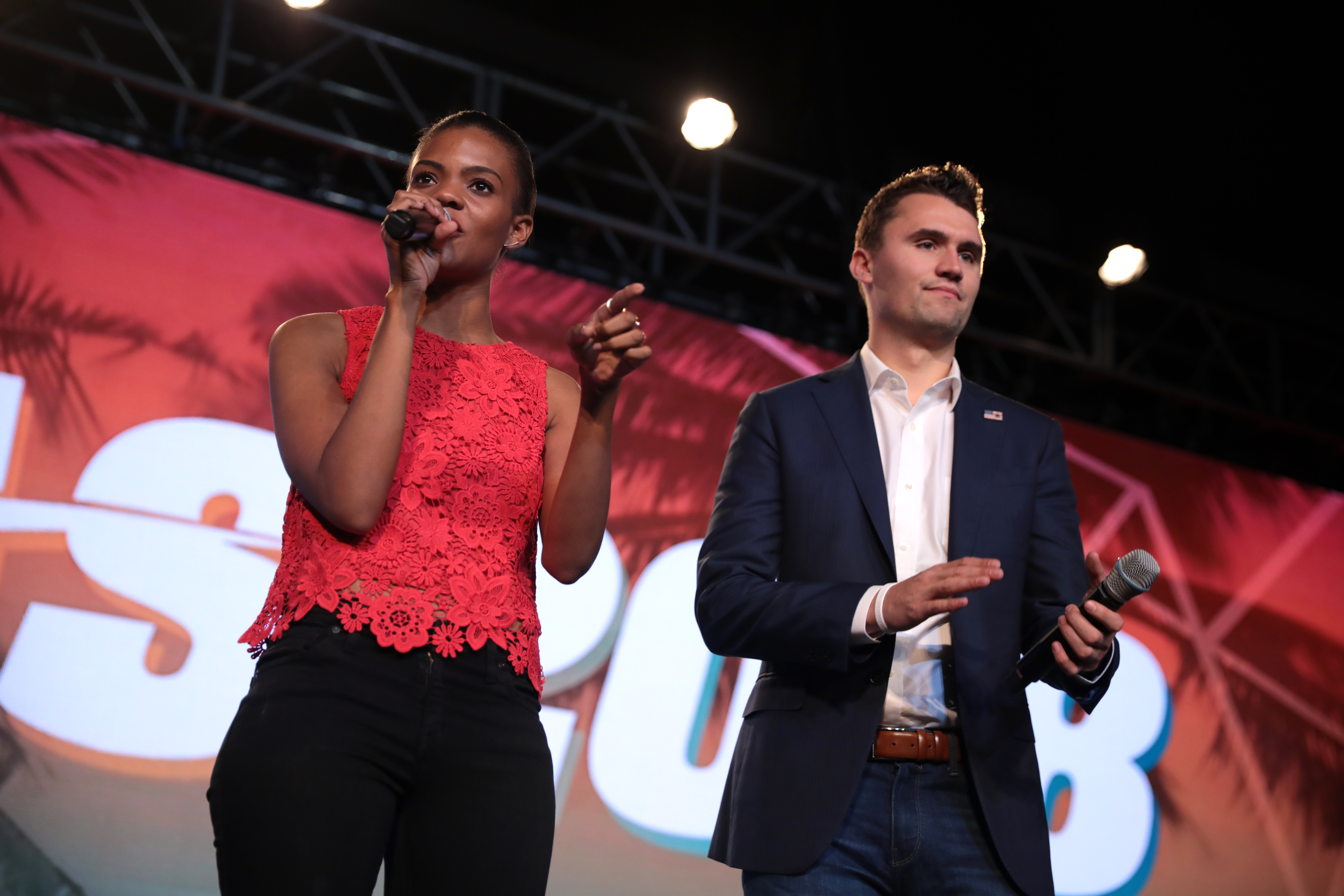
Candace Owens und Charlie Kirk auf dem von TPUSA organisierten Student Political Action Summit (2018)

Charlie Kirk gründete Turning Point USA im Jahr 2012, als er 18 Jahre alt war. Auf dem Republikanischen Nationalkonvent 2012 traf er Foster Friess, einen prominenten republikanischen Spender, und überzeugte ihn, die Organisation zu finanzieren. Friess ist auch im Beirat der Organisation tätig, neben Ginni Thomas, Frau des Richters am Obersten Gerichtshof der USA, Clarence Thomas.
Turning Point veranstaltet mehrere jährliche nationale Konferenzen, darunter den Young Women’s Leadership Summit (YWLS) und den Young Latino Leadership Summit. 2017 und 2018 war die National Rifle Association (NRA) der Hauptsponsor der YWLS. Laut New York Times stilisiert sich YWLS „als Alternative zu einer liberalen Kultur des Feminismus, die viele Republikaner als bedrückend bezeichnen“ und hat sich bis 2018 „zu einem ultra-trumpianischen Ereignis entwickelt, das mit Gesängen von“lock her up„und vulgären T-Shirts, die Hillary Clinton herabsetzen, ausgestattet ist.“ Candace Owens, die Tage vor der Konferenz 2018 mit den Worten „die gesamte Prämisse von #metoo ist, dass Frauen dumm, schwach und unbedeutend sind“ Aufmerksamkeit erregte, wurde auf der Konferenz mit Standing Ovations begrüßt.
Jeder der bezahlten Mitarbeiter von Turning Point soll eine Quote von mindestens 1500 Schülerkontakten pro Semester erreichen. Die Freiwilligen haben mehrere verschiedene Themen zur Förderung konservativer Ideen, darunter „The Healthcare Games“, „Game of Loans“ und „iCapitalism“.
Turning Point USA ist pro-militärisch, antifeministisch und antiislamistisch. Sie unterstützen fossile Brennstoffe, die Ziele der NRA und stehen Black Lives Matter kritisch gegenüber.
Im Februar 2019 etablierte Turning Point eine Internetpräsenz in Großbritannien, nachdem sie zuvor nach Kanada expandiert war.
Im September 2020 berichtete die Washington Post, dass Teenager bezahlt werden, auf Kanälen ihrer sozialen Medien nach Vorgabe von Turning Point Action, einer Zweiggesellschaft von TPUSA, Meinungsmache zu betreiben und Desinformation zu verbreiten. In einer ersten Reaktion sperrten Twitter und Facebook mehrere dieser Benutzer.
Einer der Gründer, Bill Montgomery, starb 2020 an den Folgen einer COVID-19-Infektion.

### Professor Watchlist
Von Turning Point USA wird eine Website namens Professor Watch betrieben. Charlie Kirk sagte, dass die Website „der Dokumentation und Enthüllung von Hochschulprofessoren gewidmet ist, die konservative Studenten diskriminieren, antiamerikanische Werte fördern und linke Propaganda im Klassenzimmer fördern“. Laut Politico enthalte „[d]ie Liste […] viele Ungenauigkeiten und enthält Professoren, die für Dinge aufgelistet sind, die sie nicht genau gesagt oder getan haben und andere, die für ihre Unhöflichkeit gegenüber Studenten oder für ihre“klugen Bemerkungen„über Trump aufgelistet sind.“
Die Website wurde dafür kritisiert, dass sie Propaganda verbreitete und Überwachung betreibe, um Ideen von Wahrheit, Gleichheit und Freiheit zu manipulieren. Kritiker haben Professor Watchlist mit den Handlungen von US-Senator Joseph McCarthy verglichen, der in den 1950er Jahren versuchte amerikanische Bürger öffentlich als Kommunisten und kommunistische Sympathisanten zu identifizieren. Die New York Times schrieb, dass sie „eine Bedrohung für die akademische Freiheit“ sei.

### Beteiligung an den Präsidentschaftswahlen 2016
Mehrere ehemalige Mitarbeiter und studentische Freiwillige von Turning Point USA behaupteten, es habe illegale Absprachen und Zusammenarbeit zwischen der Organisation und den Präsidentschaftskampagnen von Ted Cruz und Marco Rubio gegeben. Daran seien Kirk selbst und Top-Beraterin Ginni Thomas beteiligt gewesen. Unter anderem habe Kirk Studenten gesandt um Cruz’ Wahlkampf zu unterstützen und die Daten von mehr als 700 Studenten an Rubios Kampagne weitergegeben.
Im Oktober 2016 nahm Kirk zusammen mit Donald Trump Jr., Eric Trump und Lara Trump an einem Fox-News-Event teil, dessen Ton eher unterstützend für Donald Trump war, einem weiteren Bewerber bei der Präsidentschaftswahl 2016. Ein Mitarbeiter von Turning Point USA schrieb auf Facebook, dass Studenten, die an der Veranstaltung teilgenommen haben, ihre Ausgaben gedeckt bekämen. Die Veranstaltung führte Steuerexperten zu der Aussage, dass das Verhalten der Organisation möglicherweise gegen ihren steuerbefreiten Status verstoßen habe, was von ihr bestritten wird.

### Turning Point UK
Turning Point UK (TPUK) ist ein britischer Ableger von Turning Point USA, der sich gegen die vermeintlich vorherrschend linke politische Ideologie richtet, die in britischen Schulen, Colleges und Universitäten als dominierend angesehen wird. Die Organisation hat Unterstützung von mehreren britischen Parlamentsabgeordneten der Konservativen Partei erfahren, darunter Priti Patel und Jacob Rees-Mogg. Auch Nigel Farage (Brexit), Abgeordneter des Europäischen Parlaments, drückte sein Wohlwollen aus. Dagegen beschrieb der Labour-Abgeordnete David Lammy die Etablierung der Gruppe als Beweis, dass „finstere Kräfte die Macht in unserem Land ergreifen“ und dass die Konservative Partei offen Xenophobie unterstütze.
Der Vorsitzende von Turning Point UK war bis 2019 George Farmer, der Mann von Candace Owens und Sohn von Michael Farmer (Con), einem Mitglied des House of Lords.
TPUK behauptet an den Universitäten Sussex, Oxford, St. Andrews, York, Warwick, Nottingham, King’s College London, University College London, London, London School of Economics und University of the Arts London vertreten zu sein und gibt, wie Turning Point USA, die Identität ihrer Spender nicht preis.

## Kritik
Charlie Kirk hat wiederholt behauptet, dass TPUSA keinerlei Beziehungen zu Alt-right-Gruppen pflege. 2017 organisierte TPUSA Campusbesuche des ehemaligen Breitbart-Redakteurs Milo Yiannopoulos an der University of Colorado Boulder und der Miami University (Ohio).
Im Dezember 2017 warfen ehemalige Mitarbeiter der Organisation TPUSA rassistische Praktiken sowie eine potenziell illegale Beteiligung an den Präsidentschaftswahlen 2016 vor.
Im Jahr 2018 dokumentierte die Hate Watch des Southern Poverty Law Center die Verbindungen der TPUSA zu weißen Rassisten. Es beschreibt die Organisation als alt-lite.
Im Jahr 2021 förderten TPUSA und Turning Point Action falsche Behauptungen über die Sicherheit und Wirksamkeit von COVID-19-Impfstoffen und starteten eine Kampagne gegen die Studentenimpfungen an Hochschulcampi.